# Biskupská kupa (rozhledna)
Biskupská kupa (dříve též Vyhlídka císaře Františka Josefa, něm. Kaiser-Franz-Josef-Warte) je rozhledna stojící na kopci Biskupská kupa 2,5 km severovýchodně od Zlatých Hor na česko-polské hranici. Jedná se o nejstarší rozhlednu v Jeseníkách.

## Historie
Na Biskupské kupě stála od roku 1890 nejprve dřevěná vyhlídková stavba. V tomtéž roce v ní byla zřízena první poštovna na území Moravy, o šest let později však neodolala silnému větru. V roce 1898 pak místo ní vyrostla 18 metrů kamenná rozhledna, postavená Moravskoslezským sudetským horským spolkem k 50. výročí panování Františka Josefa I. Právě po císaři dostala své jméno Kaiser-Franz-Josef-Warte. Slavnostní otevření proběhlo 26. srpna 1898.
Po druhé světové válce byla rozhledna ve špatném technickém stavu a zájem o ni upadal. Kvůli své poloze blízko hranic byla později uzavřena, na vyhlídkovou terasu byly nainstalovány antény a dlouhou dobu sloužila jako televizní vysílač. V roce 1990 byla v havarijním stavu. Od 3. srpna 1996 je znovu zpřístupněna a v roce 1998 byla na počest stého výročí postavení věže provedena generální oprava.
V současnosti je přístupná za mírné vstupné od května do října denně, od listopadu do dubna o víkendech a svátcích.

## Přístup
K rozhledně je možné dojít po zelené turistické značce ze Zlatých Hor. Na cestě dlouhé 4 km je ovšem nutno počítat s převýšením kolem 450 m. Mírnější přístup je po Naučné stezce sv. Roch z Petrových Bud. Přes Biskupskou kupu vede také modrá značka z Petrovic k hraničnímu přechodu Zlaté Hory (leží na ní i zřícenina hradu Leuchtenštejn) a červená pohraniční značka. Vzhledem ke vstupu České republiky i Polska do Schengenského prostoru je pohyb po hranici volný.

## Výhled
Z vyhlídkové terasy se nabízí pohled na rovinaté Polsko, město Zlaté Hory, hřebeny Hrubého Jeseníku s nejvyšší horou Pradědem i nedalekou rozhlednu Zlatý chlum. Ochoz je opatřen několika šipkami ukazujícími na význačné body.